# 少年画報社
株式会社少年画報社（しょうねんがほうしゃ、英: SHONENGAHOSHA CO., LTD.）は、日本の出版社。
現在の出版対象は青年漫画誌やコンビニ向けアンソロジーコミックを主力としている。

## 歴史

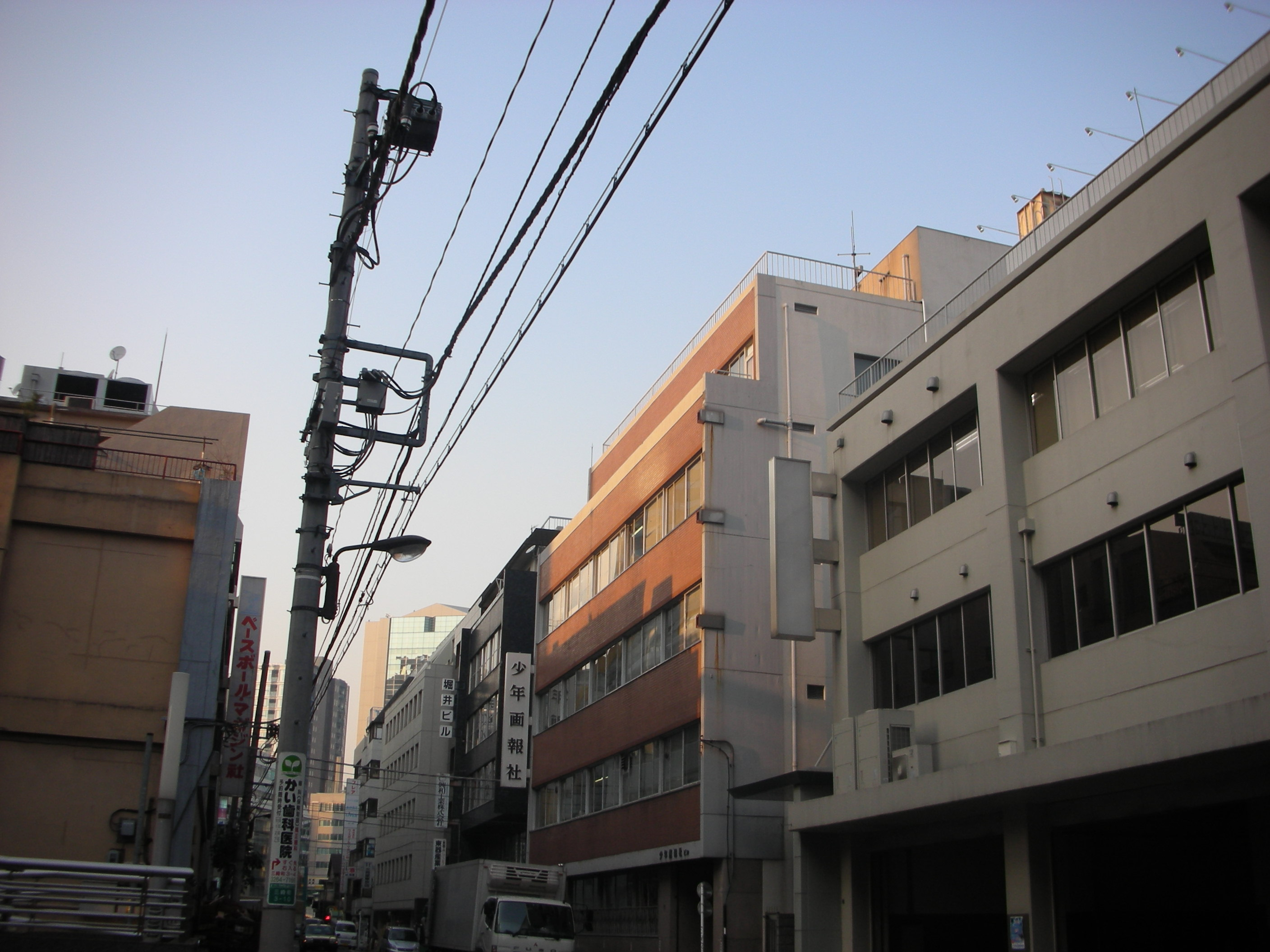
旧本社ビル（2007年2月）

小学館に勤務していた今井堅が1945年（昭和20年）10月に「明々社」 を設立。自動車教習書や英会話書を発行していた。設立直後に刊行した『黄金バット』が30万部を売り上げる大ヒットにより、1948年（昭和23年）に『冒険活劇文庫』を創刊。1950年（昭和25年）に『少年画報』と改題。
1956年（昭和31年）、社名を少年画報社に改称。『少年画報』は『赤胴鈴之助』（福井英一・武内つなよし）、『まぼろし探偵』（桑田次郎）、『赤ん坊帝国』（高野よしてる）、『マグマ大使』（手塚治虫）、『怪物くん』（藤子不二雄）などの漫画作品を掲載。竜の子プロダクションの創設者として知られ『少年忍者部隊月光』他を執筆した吉田竜夫などを輩出した。1958年（昭和33年）の絶頂期は80万部を発行、実売99.8％を売ることがあったが、1971年（昭和46年）に休刊した。
1963年（昭和38年）、漫画週刊誌『少年キング』を創刊。部数は絶頂期で80万部程度と5誌中の一角では最低ではあったがコアな読者層を維持していた。『サイボーグ009』（石森章太郎）、『ワイルド7』（望月三起也）、『まんが道』（藤子不二雄）、『すくらんぶるエッグ』（柳沢きみお）、『サイクル野郎』（荘司としお）などを連載。『銀河鉄道999』（松本零士）などの大ヒットや、『ペリカンロード』で知られる五十嵐浩一などの新人の発掘が行われたが、発行部数の低迷を続け、1982年（昭和57年）に休刊となる。同年、隔週刊で少年誌『少年KING』を創刊。同誌出身の吉田聡による『湘南爆走族』などのヒットを得たがそれ以外の作品が振るわず、1988年（昭和63年）に再度休刊した。1989年（平成元年）に『月刊少年コミック』を創刊したが一年を持たずして、翌1990年（平成2年）に休刊した。以後は現在にいたるまで「少年雑誌」は発行していない（『ヤングキング』は「青年誌」カテゴリに相当する）。
1967年（昭和42年）に創刊した『ヤングコミック』は休刊・新創刊・路線変更・誌名変更などを繰り返して、何度ものリニューアルを経ているが少年画報社の代表誌の一つとして長く続いている。
単行本などを扱う漫画レーベルとしては1970年代の『少年キング』時代から続く「ヒット・コミックス」があったが、1990年代以降は主力雑誌に合わせて「ヤングキング・コミックス（YKコミックス）」レーベルを中心として刊行されている。
草創期以来、漫画の刊行を中心としているが1980年代には自動車雑誌の『ロードスター』やグラビア雑誌の『ベストカメラ』などを刊行されていた。大資本に拠らない老舗ながら、青年向けの漫画雑誌とコミックス中心の中堅出版社として現在も存続している。
1959年（昭和34年）より本社ビルを東京都千代田区神田三崎町3丁目3番12号に構えていたが、老朽化による建て替えのため2021年（令和3年）11月22日に同区西神田2丁目8番5号（旧：ジャパンライフ本社ビル）に仮移転。建て替え後の本社ビルは2023年（令和5年）11月に竣工した。

## 現在の発行雑誌
- ヤングコミック（1967年8月[4][8] - 1987年11月[8]、1990年9月[8] - 2013年5月[8]、「ヤングコミックチェリー」2013年6月[9] - 2013年11月[9]、2013年12月[10] - ） - 青年漫画誌
- ヤングキング（1987年8月[4][11] - ） - 青年漫画誌
- ヤングキングBULL（2018年8月[12] - ） - 青年漫画誌
- ヤングキングアワーズ（1993年[13][14] - ） - 青年漫画誌
- ヤングキングラムダ（2022年5月 - ） - 青年漫画誌（電子版のみ）
- 月刊ヤングキングアワーズGH（2006年10月[15] - ） - 青年漫画誌（旧称「月刊ヤングキング」2013年10月号より改題[15]）

### 過去の発行雑誌

#### 1970年代以前に創刊された雑誌
- 冒険活劇文庫（1948年7月[4] - 1950年1月）※「少年画報」にリニューアル
- 少女ロマンス（1949年 - 1951年）
- 少年画報（1950年2月 - 1971年）
- 月刊スーパーマン（1959年7月[4] - 1961年）[16] - スーパーマンの翻訳作品と日本オリジナル作品を収録する雑誌
- 月刊ペコちゃん（1961年8月 - 1963年）[17] - 不二家のキャラクター「ペコちゃん」を題材にした幼年向け雑誌
- 週刊少年キング（1963年7月[4] - 1982年4月）※「少年KING」にリニューアル
- 別冊少年キング（1963年7月[4] - 不明）
- 月刊バットマン（1966年7月[4] - 不明）
- 漫画ボン（1969年- ） - 大都社へ移管
- 月刊ピックアップマガジン（1971年6月[4] - 不明）

#### 1980年代に創刊された雑誌
- 少年ポピー（1980年8月 - 1981年6月）
- グッドコミック（1980年 - 1997年）[18]
- 少年KING（1982年 - 1988年）※「ヤングキング」に合併
- まんが笑ルーム（1982年3月[4] - 2000年）[19] - 4コマ漫画誌
- まんが笑トピア（1983年 - 1993年）[20] - 4コマ漫画誌
- ROAD STAR（1983年10月[4] - 不明） - 自動車雑誌
- ベストカメラ（1983年11月[4] - 2004年）[21] - 成人向けグラビア雑誌
- May（1984年5月[4] - 2006年）[22] ※「may familiar」にリニューアル[23]
- 月刊少年コミック（1989年6月[4] - 1990年）
- Sparkling May（1989年 - 1992年）[24]

#### 1990年代に創刊された雑誌
- Rosa（1992年7月 - 1993年6月）[25] - 女性誌（レディースコミック誌）
- Bell Rose（1993年7月 - 1995年11月）[26] - 女性誌（レディースコミック誌）
- ヤングキング増刊エトランゼ - ヤングキングの増刊
- ヤングキング別冊キングダム（1998年 - 2004年）[27][28] - ヤングキングの別冊

#### 2000年代以降に創刊された雑誌
- ヤングキングアワーズライト（2000年 - 2002年）[29][30] - ヤングキングアワーズの増刊
- ヤングキングアワーズガール（2000年 - 2001年）[31][32] - ヤングキングアワーズの増刊
- 月刊時代劇コミック 斬鬼（2000年 - 2004年）[33]
- ゴルフコミックアスリート（2005年）[34] - ゴルフを題材にした漫画雑誌 ※「ゴルフ上達コミックアスリート」にリニューアル
- May familiar（2006年）[35] ※「ねこぱんち」にリニューアル[23]
- 月刊BADBOYS（2005年 - 2008年）[36][37] - 「BADBOYS」「BADBOYS グレアー」などの田中宏作品を収録した再録漫画雑誌
- 月刊荒くれKNIGHTマガジン（2006年）[38] - 「荒くれKNIGHT」などの吉田聡作品を収録した再録漫画雑誌
- ゴルフ上達コミックアスリート（2006年 - 2007年）[39][40] - ゴルフを題材にした漫画雑誌
- ヤングキングアワーズプラス（2006年 - 2007年）[41] - ヤングキングアワーズの増刊
- 東本昌平パーソナルマガジン ハルマン（2008年 - 2009年）[42] - 東本昌平作品を中心に収録した雑誌[注 2]
- チェンジH（2009年 - 2013年）[43] - 異性装・トランスジェンダーを題材にしたアンソロジーコミック ※「トランススイッチ」にリニューアル
- THE 鉄道漫画（2010年7月[44] - 2011年1月） - 鉄道を題材にしたアンソロジーコミック
- トランススイッチ（2013年11月 - 2014年2月） - トランスジェンダーを題材にしたアンソロジーコミック
- ゆるゆるねこぱんち（2013年[45] - 2016年6月） - 猫を題材にした女性漫画誌
- メバエ（2014年4月[46] - 2015年） - 百合（女性の同性愛）を題材にした男性向け[47]アンソロジーコミック

## コンビニコミックス
- ねこぱんち（2006年[48][49] - ） - 前述の“may familiar”から雑誌コードを引き継いだ後継誌（別雑誌扱い）。猫を題材にした女性向けのアンソロジーコミック
- お江戸ねこぱんち（2010年 - ） - 猫と江戸時代を題材にしたアンソロジーコミック
- 思い出食堂（2010年[50] - ） - B級グルメを題材にしたアンソロジーコミック
- みんなの食卓（2016年 - ）
- ひとりごはん（2014年 - ）
- ときめきごはん（2016年 - ）

### 過去のCSコミックスシリーズ
- いぬのまんが（2007年 - 2008年）[51] - 犬を題材にしたアンソロジーコミック ※「いぬまん」にリニューアル[52]
- おとなのねこぱんち（2008年 - 2016年） - 猫を題材にした大人向けのアンソロジーコミック
- いぬまん（2009年 - 2010年）[53] - 犬を題材にしたアンソロジーコミック ※「わんぱんち」にリニューアル[52]
- わんぱんち（2010年7月 - 2011年）[54][55] - 犬を題材にしたアンソロジーコミック
- ヤングキングルーキーズ（2011年）[56][57][58] - 不良を題材にした廉価版アンソロジーコミック

## 単行本レーベル
以下のレーベルには、厳密には「単行本」に相当しない文庫版や廉価版のレーベルなども含まれる。

### 現行のレーベル
- ヤングキングコミックス（YKコミックス） - 「ヤングキング」系列の総合レーベル[注 3]。2014年以降は「ヤングコミック」掲載作品（旧YCコミックス）も取り扱う。
- YKベスト - 「ヤングキング」系列の廉価版レーベル（コンビニコミック）。
- ねこぱんちコミックス - 「ねこぱんち」系列の総合レーベル。
- にゃんCOMI - 「ねこぱんち」系列の本誌・増刊誌を発行するレーベル（同誌は厳密には雑誌ではなく廉価版のアンソロジーコミック扱いとなる）。
- ぐる漫 - B級グルメ関連の廉価版レーベル（「思い出食堂」本誌と関連誌の共用レーベル）。
- 思い出食堂コミックス - 「思い出食堂」専用の単行本レーベル。
- SGコミックス - 母体となる雑誌を持たない総合レーベル。

### 過去のレーベル
- TSコミックス - 「チェンジH」および「トランススイッチ」の専用レーベル（本誌と単行本の共用レーベル）。2010年9月創刊、2014年5月に刊行停止。
- ヤングコミック コミックス（YCコミックス） - 「ヤングコミック」の専用レーベル。2013年6月に刊行停止。同年12月以降、「ヤングコミック」掲載作もYKコミックスにて刊行。
- YCベスト - 「ヤングコミック」の廉価版レーベル（コンビニコミック）。2009年に創刊、2014年8月に刊行停止。
- ゴルフアスリートコミックス - 「ゴルフコミックアスリート」および「ゴルフ上達コミックアスリート」の専用レーベル。2006年に1冊を刊行したのみ。
- わんぱんちコミックス - 「わんぱんち」の専用レーベル。2012年から2013年にかけて3冊を刊行したのみ。
- キングコミックス - 「少年画報」、「週刊少年キング」初期のレーベル。1967年創刊、1970年頃に刊行停止。
- ヒットコミックス - 「週刊少年キング」中期以降、および「少年KING」、「月刊少年コミック」時代の総合レーベル。1969年創刊、1990年代前半に刊行停止。
- 少年画報社文庫（SG文庫） - 漫画文庫の総合レーベル。1994年から2010年にかけて刊行。
- ねこぱんち文庫 - 「ねこぱんち」系列の漫画文庫レーベル。2007年から2009年にかけて刊行。
- 20世紀漫画叢書 - 2004年から2006年にかけて2冊を刊行したのみ。

## マンガアプリ
- マンガDX[59]